# Lethe purana
Lethe purana är en fjärilsart som beskrevs av Felder. Lethe purana ingår i släktet Lethe och familjen praktfjärilar. Inga underarter finns listade i Catalogue of Life.